# Sönam Gyatsho
| Tibetische Bezeichnung                             |
| -------------------------------------------------- |
| Tibetische Schrift: བསོད་ནམས་རྒྱ་མཚོ                   |
| Wylie-Transliteration: bsod nams rgya mtsho        |
| Aussprache in IPA: [sønam catsʰɔ]                  |
| Offizielle Transkription der VRCh: Soinam Gyaco    |
| THDL-Transkription: Sönam Gyatsho                  |
| Andere Schreibweisen: Sonam Gyatso, Soenam Gyatsho |
| Chinesische Bezeichnung                            |
| Traditionell: 索南嘉措                             |
| Vereinfacht: 索南嘉措                              |
| Pinyin:Suǒnán Jiācuò                               |

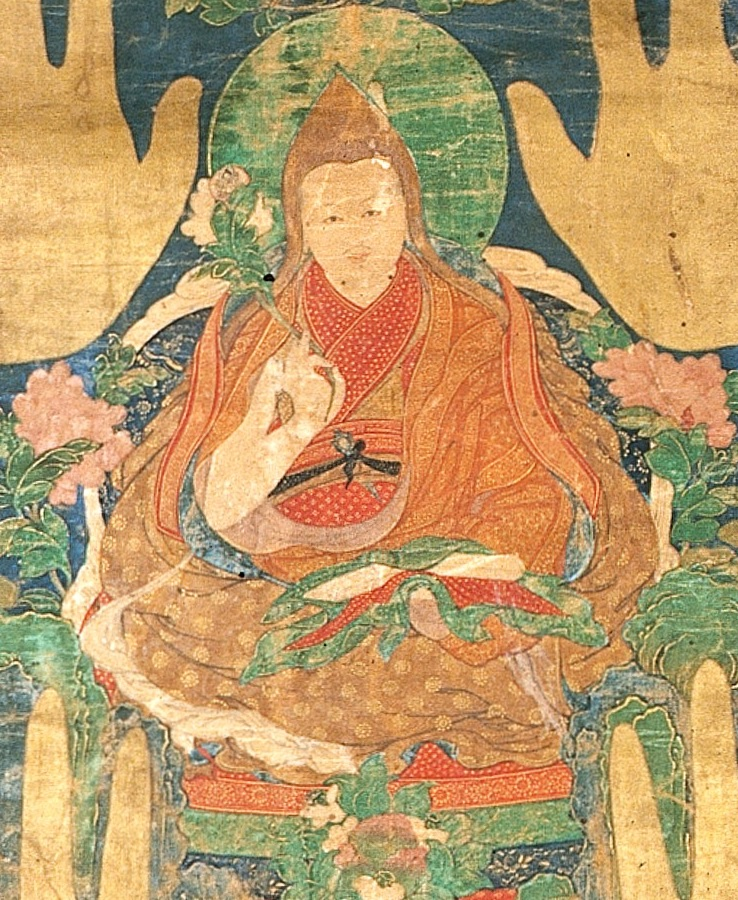
Sönam Gyatsho

Sönam Gyatsho (1543, bei Lhasa – 1588) war der dritte Dalai Lama.

## Leben
Sönam Gyatsho erhielt 1578 als Erster den Titel „Dalai Lama“ vom mongolischen Herrscher Altan Khan, nachdem er im mongolischen Reich die buddhistische Lehre durchgesetzt hatte.
„Dalai“ ist die Übersetzung des tibetischen Ordinationsnamen Gya-tso in das Mongolische und bedeutet „Ozean“. Die beiden Vorgänger Sönam Gyatshos erhielten später postum den gleichen Titel, so dass Sönam Gyatsho als dritter Dalai Lama in die Geschichte einging, obwohl er der erste war, dem dieser Titel verliehen wurde. Er war auch der dritte Abt von Drepung.